# Джемини 4
Джемини 4 (на английски: Gemini 4) е вторият пилотиран полет по програма Джемини. Основната задача по време на полета е първото извършване на излизане в открития космос от американски космически кораб.

## Екипаж
| Пост     | Астронавт                              |
| -------- | -------------------------------------- |
| Командир | Джеймс Макдивит първи космически полет |
| Пилот    | Едуард Уайт първи космически полет     |

- Броят на полетите е преди и включително тази мисия.

### Дублиращ екипаж
| Пост     | Астронавт    |
| -------- | ------------ |
| Командир | Франк Борман |
| Пилот    | Джеймс Ловел |

## Цели на мисията
Като реакция на успешното излизане в открития космос на Алексей Леонов е решено, че подобна маневра ще бъде опитана и от САЩ. Уайт успешно осъществява първото излизане в открития космос на американски астронавт. По време на 20-минутния си престой извън херметичната кабина на кораба, той осъществява редица маневри в открития космос с помощта на специално разработен газов пистолет. Това е първият американски няколкодневен пилотиран полет.

## Полетът
Стартът е за първи път излъчен по телевизията за 12 европейски държави на живо. Първата задача на астронавтите в орбита е да се приближат по-близо до втората степен на ракетата-носител. Вместо планираните 8 метра, те успяват да се доближат до 90 м, а по време на проведените маневри остават 50% по-малко гориво и контролния център прекратява по-нататъшните опити. Астронавтите се приготвят за осъществяване на основната цел на полета – първата американска космическа разходка.
След декомпресия на кабината астронавтът Едуард Уайт в 19:45 UTC напуска кабината на кораба. Той се движи с помощта на въже, дълго 7,5 m. По план продължителността трябва да е 14 минути, но е продължила около 20.
След 62 обиколки на Земята, астронавтите се подготвят за приземяване. На 7 юни 1965 г. в 17:12 UTC корабът се приводнява на около 936 km югозападно от Бермудските острови и на 64 км от кораба USS Wasp.

## Параметри на мисията
- Маса на кораба: 3570 кг
- Перигей: 158 км
- Апогей: 257 км
- Инклинация: 32,53°
- Орбитален период: 88,94 мин

### Космическа разходка
| № | Участници   | Начало               | Край                 | Продължителност |
| - | ----------- | -------------------- | -------------------- | --------------- |
| 1 | Едуард Уайт | 3 юни 1965 19:46 UTC | 3 юни 1965 20:06 UTC | 20 минути       |

## Резултати
- Първи старт на космическа мисия, предавана пряко по телевизията;
- Осъществено е първото излизане на американец в открития космос;
- Нова рекорд за продължителност на полета;
- Неуспех при отработването на маневри за задържане в постоянно положение на кораба спрямо втората степен на ракетата-носител Титан II;
- Поради грешно програмиран софтуер, приземяването не е осъществено автоматично;
- За първи път полетът е контролиран от новия космически център в Хюстън.

## Днес
Капсулата на „Джемини 4“ е изложена в Националния аерокосмически музей във Вашингтон.